# М'ягмарин Делгерхюю
М'ягмарин Делгерхюю (21 вересня 1996) — монгольський плавець. Учасник Чемпіонату світу з водних видів спорту 2017 на дистанції 50 метрів батерфляєм. Учасник Чемпіонату світу з водних видів спорту 2019, де в попередніх запливах на дистанціях 50 і 100 метрів вільним стилем посів, відповідно, 72-ге і 92-ге місця і не потрапив до півфіналів.